# Ivar Lo-Johansson

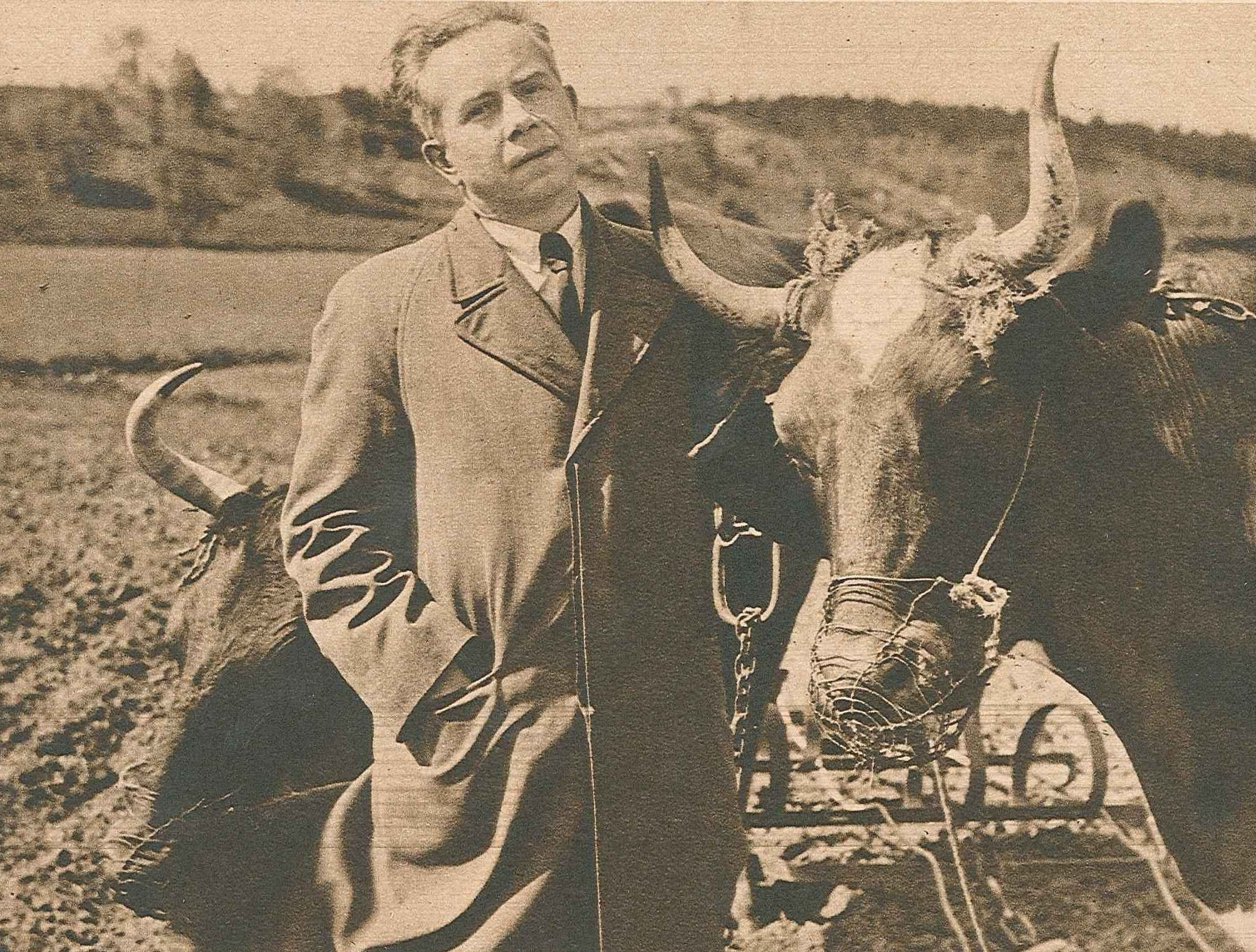
Ivar lo-Johansson au début des années 1940. Photo parue en 1943 dans Vecko-Journalen.

Ivar Lo-Johansson, né le 23 février 1901 à Ösmo et mort le 11 avril 1990 à Stockholm, est un écrivain prolétarien suédois.

## Biographie
Ivar Lo-Johansson fut l'un des écrivains qui décrivit les conditions de vie des Statare. Ses parents étaient ouvriers agricoles. Il a suivi une formation d'ouvrier de la pierre avant de se lancer dans le journalisme en tant qu'écrivain.
Il publia son premier texte en 1927, Vagabondliv i Frankrike (Une vie de vagabond en France) basé sur son travail sur les chantiers de construction après la Première Guerre mondiale. 
Outre les conditions de travail des ouvriers agricoles - qu'il a également connues grâce à son travail de journaliste pour l'Union des agriculteurs - ses romans traitent de la difficulté pour les pauvres de s'intégrer dans une société en voie de modernisation. 
Il a également écrit deux séries autobiographiques, l'une dans les années 1950 et l'autre dans les années 1980, qui donnent un aperçu du monde syndical et littéraire en Suède.
Il est enterré au Skogskyrkogården.

## Galerie

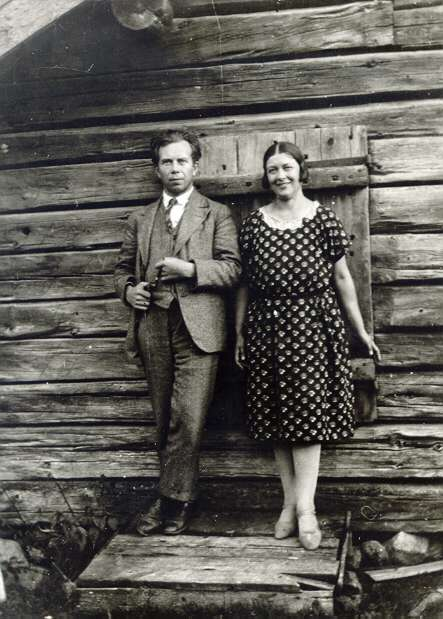
Au début des années 1930 avec Maria Nordberg, qui lui inspira Måna dans Måna är död (sv) (Mona est morte).
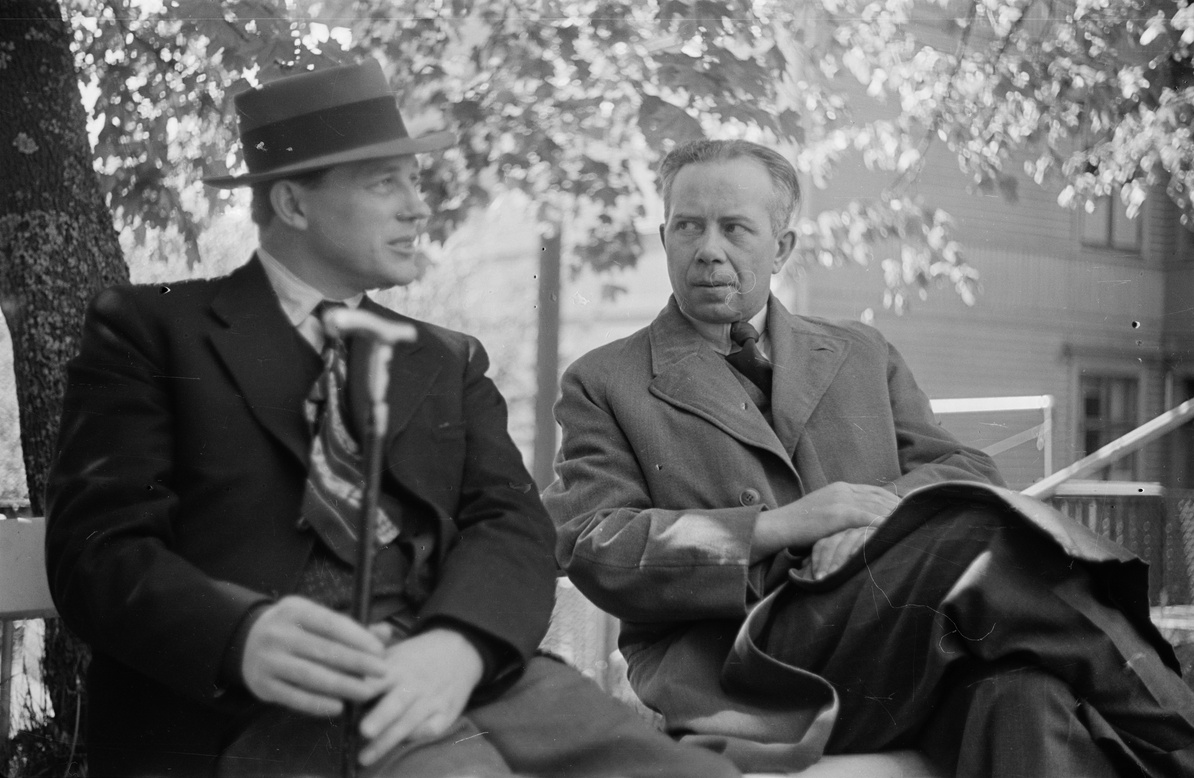
Avec Harry Martinson, futur prix Nobel de littérature.
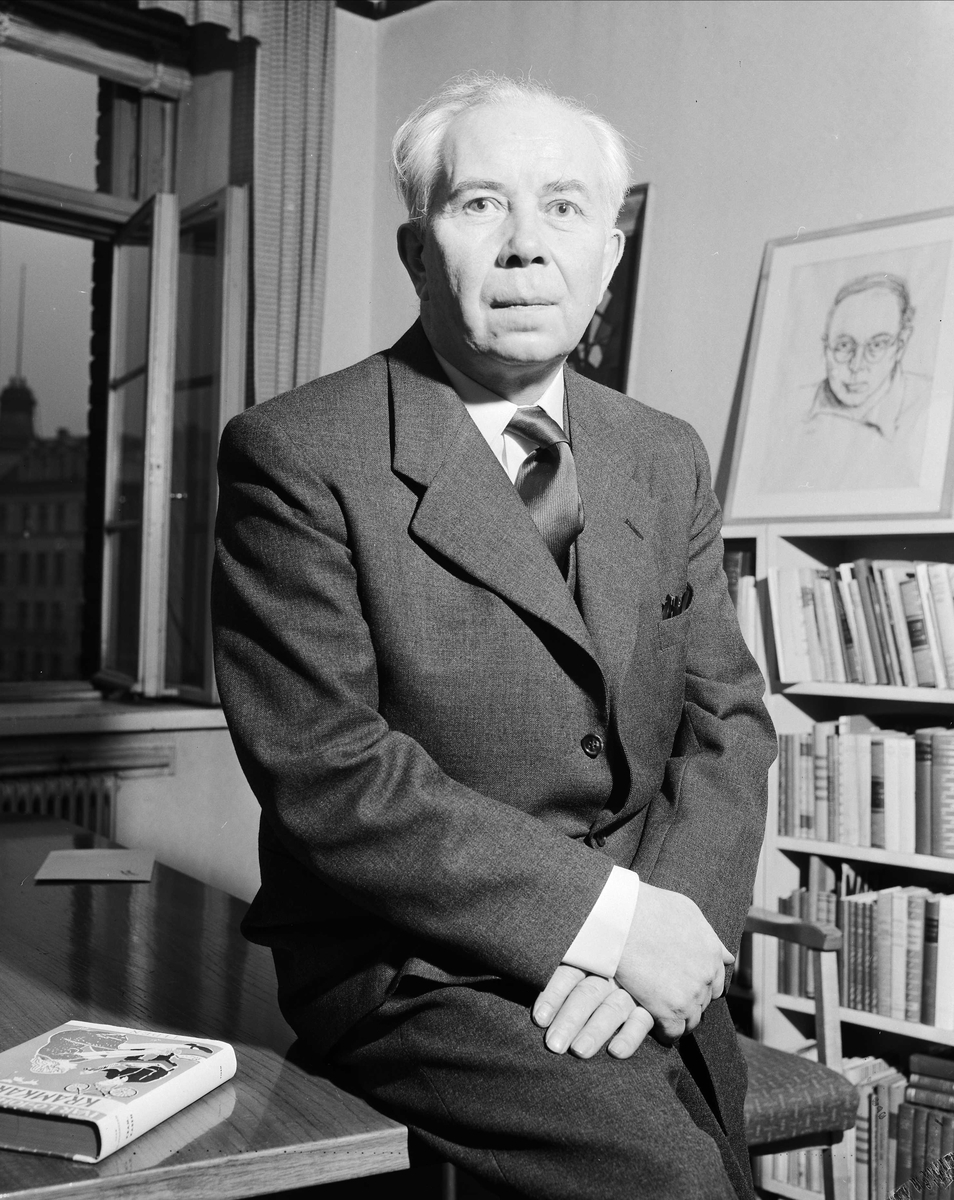
En 1953.
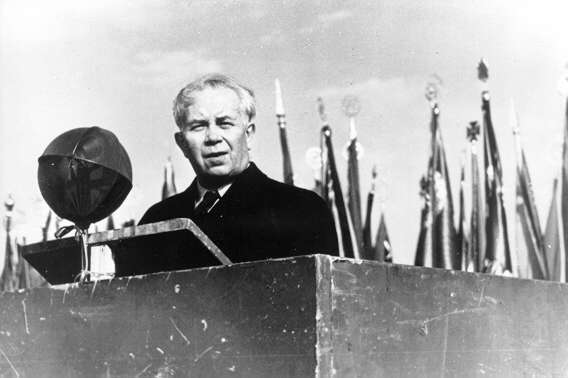
Le 1er mai 1956 à Gärdet.
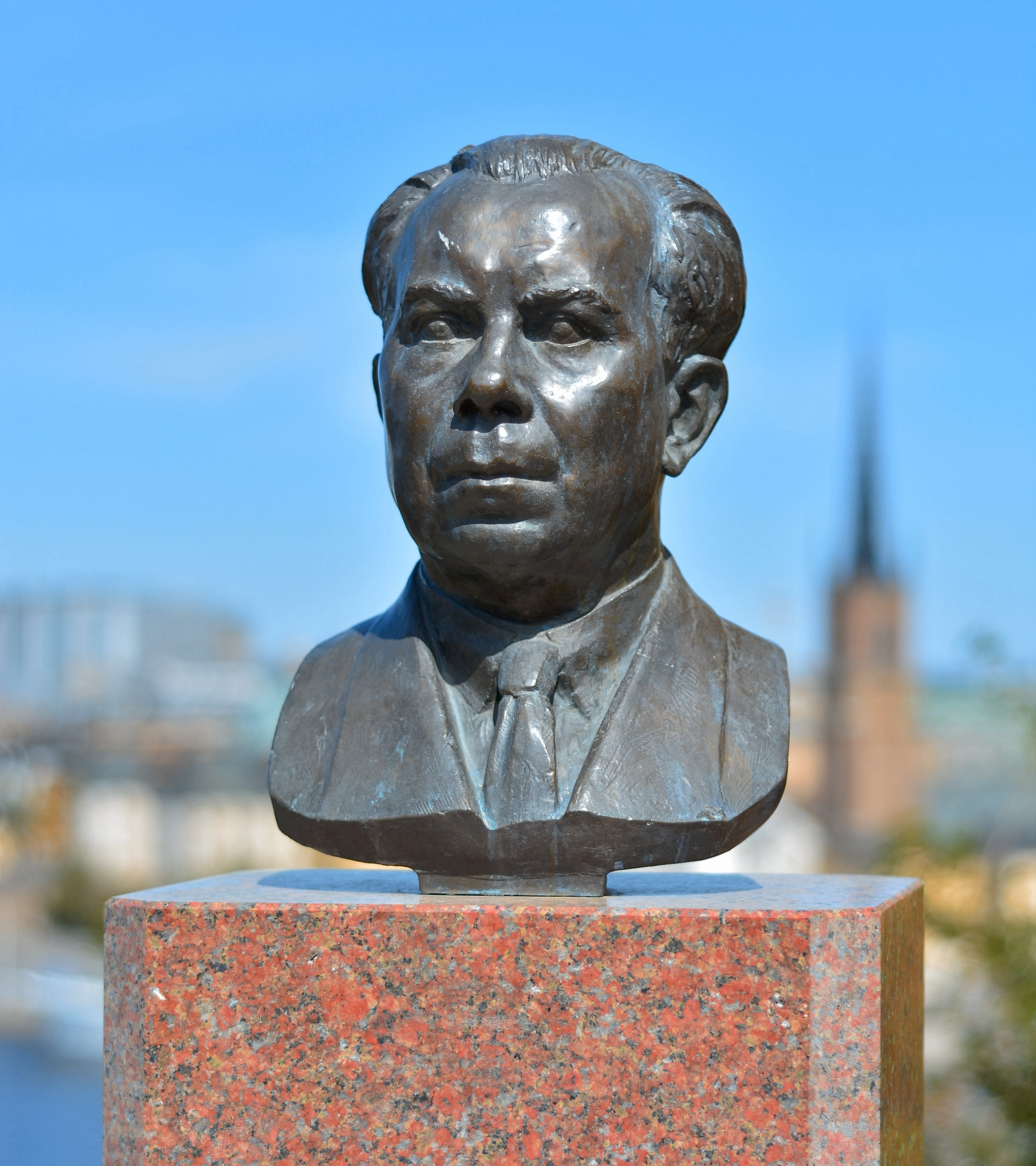
Son buste dans le Ivar Los park (sv).

## Quelques œuvres
- Mes doutes sur le sport[3]
- Mona est morte, trad. de Monique d'Argentré, avant-propos de Lucien Maury, Stock, 1952
- La Tombe du bœuf et autres récits, trad. de Philippe Bouquet, Actes Sud, 1993.  (ISBN 2-86869-591-4)
- Histoire d'un cheval et autres récits, trad. de Philippe Bouquet, Actes Sud, 1993.  (ISBN 2-86869-125-0)

## Quelques citations
- « La plupart des villages français ressemblent à un morceau de ville jeté dans la campagne », Une vie de vagabond en France[4]

## Prix
- 1941 : grand prix des Neuf
- 1979 : grand prix de littérature du Conseil nordique